# Basket Esch
El Basket Esch es un equipo de baloncesto luxemburgués con sede en la ciudad de Esch-sur-Alzette, que compite en la Total League, la máxima competición de su país. Disputa sus partidos en la Hall Omnisport Esch-sur-Alzette.

## Historia
Fundado en 1959 bajo el nombre de AS. BBC. Lallange, se proclamaron campeones de la League N2 (2.ª división luxemburguesa) en 2010 y 2014 (ese mismo año fueron subcampeones de copa). Llevan jugando en la Total League desde 2014.

## Registro por Temporadas
| Temporada | División | Liga            | Posición en liga | Play-Offs   | Copa Luxemburguesa | Competición Europea | Competición Europea | Competición Europea |
| --------- | -------- | --------------- | ---------------- | ----------- | ------------------ | ------------------- | ------------------- | ------------------- |
| 2003-04   | 2.ª      | League N2       | 3.º              | –           | –                  |                     |                     |                     |
| 2004-05   | 2.ª      | League N2       | 3.º              | –           | –                  |                     |                     |                     |
| 2005-06   | 2.ª      | League N2       | 3.º              | –           | –                  |                     |                     |                     |
| 2006-07   | 2.ª      | League N2       | 3.º              | –           | –                  |                     |                     |                     |
| 2007-08   | 2.ª      | League N2       | 4.º              | –           | –                  |                     |                     |                     |
| 2008-09   | 2.ª      | League N2       | 5.º              | –           | –                  |                     |                     |                     |
| 2009-10   | 2.ª      | League N2       | 1.º              | Ascenso     | –                  |                     |                     |                     |
| 2010-11   | 1.ª      | Diekirch League | 5.º              | –           | –                  |                     |                     |                     |
| 2011-12   | 1.ª      | Diekirch League | 7.º              | –           | –                  |                     |                     |                     |
| 2012–13   | 1.ª      | Diekirch League | 9.º              | Descenso    | –                  |                     |                     |                     |
| 2013–14   | 2.ª      | League N2       | 1.º              | Ascenso     | Subcampeones       |                     |                     |                     |
| 2014–15   | 1.ª      | Total League    | 4.º              | Semifinales | –                  |                     |                     |                     |
| 2015–16   | 1.ª      | Total League    | 5.º              | –           | –                  |                     |                     |                     |
| 2016–17   | 1.ª      | Total League    | 7.º              | –           | –                  |                     |                     |                     |
| 2017–18   | 1.ª      | Total League    |                  |             |                    |                     |                     |                     |

## Palmarés

### Liga
- League N2

-   -  Campeones (2): 2010, 2014

### Copas
- Copa Luxemburguesa

-   -  Subcampeones (1): 2014

## Jugadores destacados
| - Paul Mathieu - Patrick Arbaut - Joe Biever - Pit Biever - Kevin Breuskin - Alexandre Caurla - Carlos Da Silva - Luis De Brito - Arsene Degrott - Ken Diederich - Christophe Donnersbach - Tom Donnersbach - Luc Gantrel - Pit Hoffmann - Eric Kesseler - Charel Kintzele - Ben Kovac - Steve Kuhlmann - Julien Lessel - Laurent Mreches | - Sven Pezzotta - Martin Rajniak - Peter Rajniak - Denilson Ramos - Alexandre Rodenbourg - Christian Schreiner - Eric Wagner - Michel Weyland - Daniel Weyrich - Marko Latinović - Štefan Svitek - Devon Austin - Jamar Berry - Tony Brown - Bill Clark - Ronald Clark - Demond Cowins - Brandon Givens - Dontay Harris - Jordan Hicks | - Daveeno Hines - Jibril Hodges - Jermont Horton - Dexter Lyons - Clancy Rugg - Chris McSwain - John Reimold - Sylvester Spicer - Jahmar Thorpe - Zeke Upshaw - Jermaine Washington - Jason Wiertel - Jerrell Williams - Lawrence Wright - Momčilo Latinović - Alex Okafor |